# Epsilon (film, 1997)
Pour plus de détails, voir Fiche technique et Distribution.
Epsilon est un film australien réalisé par Rolf de Heer, sorti en 1997.

## Synopsis
Une femme est envoyée sur la planète Terre pour observer le comportement des humains.

## Fiche technique
- Titre français : Epsilon
- Réalisation : Rolf de Heer
- Scénario : Rolf de Heer
- Pays d'origine : Australie
- Format : Couleurs - 35 mm - 2,35:1 - Dolby Surround
- Genre : drame, science-fiction
- Durée : 92 minutes
- Date de sortie : 1997

## Distribution
- Ullie Birve : elle
- Syd Brisbane : l'homme
- Alethea McGrath : la grand-mère
- Chloe Ferguson : une enfant
- Phoebe Ferguson : une enfant